# Mustafa Arif Deymer

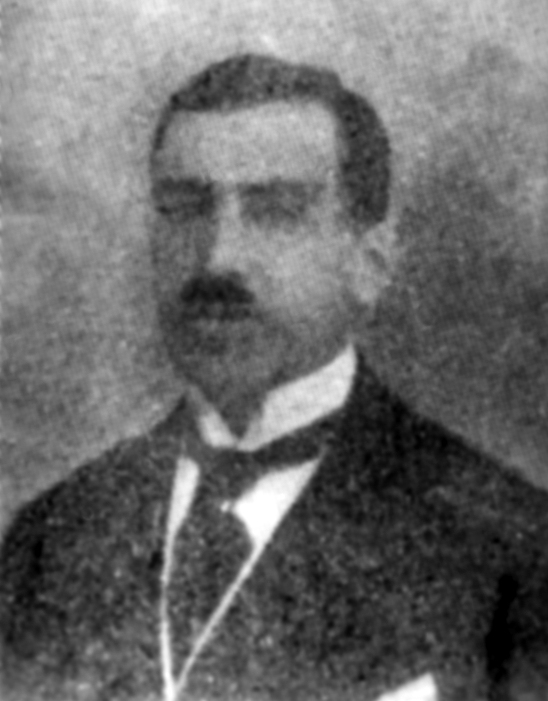
Mustafa Arif Bey

Mustafa Arif Bey, seit Inkrafttreten des Namensgesetzes Deymer (* 1874 in Thessaloniki; † 1957), war ein hochrangiger Staatsmann im Osmanischen Reich sowie in der Türkischen Republik.
Mustafa Arif wurde 1917 osmanischer Innenminister, nachdem Talât Pascha von diesem Posten zurücktrat. Nach dem Völkermord an den Armeniern hatte Arif im Dezember 1918 eine Regierungskommission gebildet, welche diese vom Komitee für Einheit und Fortschritt angeordneten Ereignisse untersuchen sollte. Am 18. März 1919 stellte die Kommission fest, dass 800.000 Armenier während des Ersten Weltkriegs starben. Diese Angabe galt auch anderen türkischen Geschichtswissenschaftlern als verlässlich, so Yusuf Hikmet Bayur, der die Zahlen in seiner Forschung und seinen Schriften verwendete.

„Die an den Armeniern verübten Gräueltaten reduzierten unser Land auf ein gigantisches Schlachthaus“

Vom 21. Oktober 1919 bis zum 19. August 1921 war Mustafa Arif Bey Präsident des Danıştay (türkischer Staatsrat). 1921 wurde er erneut Innen- und Bildungsminister. Nach der Gründung der Republik Türkei durch Mustafa Kemal Atatürk diente er 1924 in der Kommission, welche im Namen des Roten Kreuzes den Bevölkerungsaustausch zwischen Griechenland und der Türkei regelte.